# Самоседівка
Самоседівка (біл. вёска Самаседаўка) — село в складі Крупського району Мінської області, Білорусь. Село підпорядковане Ігрушківській сільській раді, розташоване в східній частині області.